# إس أند بي جلوبال
إس أند بي جلوبال (بالإنجليزية: S&P Global)‏ سابقا ماك-جرو هيل هي شركة للتداول العام مقرها روكفلر (Rockefeller) في مدينة نيويورك.
مجال أعمالها الأساسي هو: التعليم، النشر، الإذاعة، والخدمات المالية والتجارية. تقوم بنشر العديد من الكتب والمجلات منها بيزنيس وويك (BusinessWeek) كما أنها الشركة الأم لكل من شركتى ستاندرد آند بورز و(J.D. Power and Associates).

## التاريخ
مؤسسة ماك-جرو هيل نتجت عن اندماج قسمى الكتب في شركتي نشر هما:
1. شركة ماك-جرو للنشر (أسسها جيمس ماك-جرو عام 1899)
2. شركة هيل للنشر (أسسها جون هيل عام 1902)

نتج عن هذا الاندماج شركة ماك-جرو للكتب عام 1909. حيث رأس هيل الشركة الجديدة بينما كان جيمس هو نائبه.
في عام 1917 تم دمج كافة أنشطة الشركتين ليتكون كيان واحد هو مؤسسة ماك-جرو هيل للنشر.

## وصلات خارجية
- الموقع الرسمي